# Macrolabis incolens
Macrolabis incolens är en tvåvingeart som beskrevs av Rubsaamen 1895. Macrolabis incolens ingår i släktet Macrolabis och familjen gallmyggor. Inga underarter finns listade i Catalogue of Life.